# Maurice Morlon
Maurice Morlon, né le 19 septembre 1908 et mort le 16 avril 1988, est un policier résistant et Juste parmi les nations.
Policier à Marmande, il est difficile de savoir combien de personnes il sauve, mais le nombre s'élève probablement à quelques dizaines. Il s'agit du seul Juste parmi les nations de la ville de Marmande.

## Biographie
Maurice Morlon naît à Eurville-Bienville en Haute-Marne le 19 septembre 1908.

### Seconde Guerre mondiale
Pendant la Seconde Guerre mondiale, alors qu'il est inspecteur de police à Marmande depuis 1942, Morlon décide de cacher les Juifs qu'il peut aider,. Il s'engage alors en transmettant aux familles juives, y compris certaines qu'il ne connaît pas, des papiers d'identité ne comportant pas la mention « Juif »,,. Morlon est en réseau avec Michel Blum, un médecin juif qui fabrique des faux documents d'identité, et il lui fournit clandestinement des tampons pour aider son activité clandestine,,,.
En 1943, il quitte son poste et passe au maquis, rejoignant directement Combat puis les Mouvements unis de résistance,,.
Il est difficile de savoir combien de personnes il sauve, mais le nombre s'élève probablement à quelques dizaines.

### Après guerre
En 1971, Morlon reçoit le titre de Juste parmi les nations de la part de Yad Vashem,,. Il s'agit du seul Juste parmi les nations de la ville de Marmande.

## Postérité
Son nom est suggéré comme candidat potentiel pour nommer une rue marmandaise en 2022.